# Pantherodes rhadinaria
Pantherodes rhadinaria là một loài bướm đêm trong họ Geometridae.